# Ляхівка (річка)
Ляхівка (пол. Lachówka (potok)) — гірська річка в Польщі, у Суському повіті Малопольського воєводства. Ліва притока Стришавки, (басейн Балтійського моря).

## Опис
Довжина річки 12,9 км, найкоротша відстань між витоком і гирлом — 8,69 км, коефіцієнт звивистості річки — 1,49 ; площа басейну водозбору 79,67  км². Формується притоками та безіменними струмками.

## Розташування
Бере початок на північно-східних схилах вершини Чорна Гура (858 м) на висоті 500 м (гміна Стришава). Тече переважно на північний схід через село Ляховіце і у Стришаві впадає у річку Стришавку, ліву притоку Скави.

## Притоки
- Курівка, Коцонька (ліві).